# Uragano di Cuba del 1924
L'uragano di Cuba del 1924 è stato il primo ad essere stato registrato ufficialmente con la categoria 5 sulla scala Saffir-Simpson. Si originò come tempesta tropicale il 14 ottobre 1924 nel mar dei Caraibi, per poi raggiungere lo stato di uragano a est della penisola dello Yucatán. Dopo aver eseguito un piccolo giro in senso antiorario, iniziò a intensificarsi e il 19 ottobre raggiunse un'intensità di picco stimata di circa 270 km/h. Colpì la parte occidentale dell'isola di Cuba con la massima intensità, diventando l'uragano più forte mai registrato a colpire il paese. In seguito, l'uragano si indebolì notevolmente, colpendo la Florida sud-occidentale con venti di 140 km/h. Nell'attraversare la Florida, perse d'intensità, venendo declassato a tempesta tropicale; dopo aver accelerato verso est-nord-est, venne assorbito da un fronte freddo il 23 ottobre, a sud delle Bermuda.
Sul mar dei Caraibi occidentale, la tempesta ha generato forti piogge e venti sempre più intensi, causando gravi danni nell'area occidentale di Cuba e circa 90 persone, tutte nella provincia di Pinar del Río. In seguito, l'uragano ha portato forti piogge nella Florida meridionale, che hanno causato inondazioni e danni ai raccolti.

## Storia meteorologica

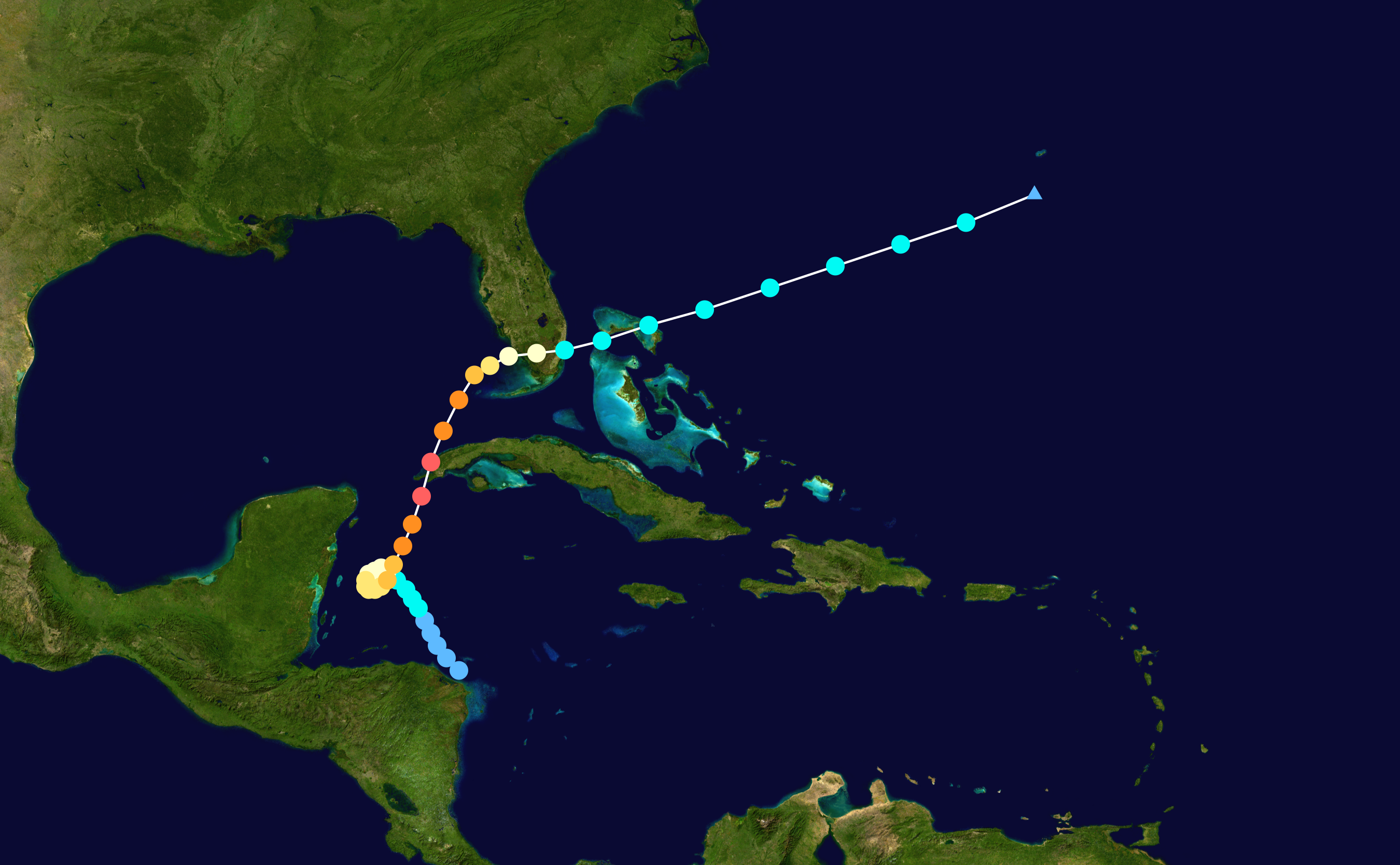
Percorso dell'uragano.

Il 14 ottobre 1924 venne rilevata una depressione tropicale, la decima della stagione, sul mar dei Caraibi occidentale, di poco al largo della costa orientale dell'Honduras. La depressione si muoveva lentamente verso nord-ovest e si intensificava progressivamente, divenendo una tempesta tropicale il 15 ottobre. Il giorno successivo passò allo stato di uragano con venti di circa 210 km/h a sud-est dell'isola di Cozumel, poco al largo della penisola dello Yucatán. Tra il 17 e il 18 ottobre l'uragano effettuò un giro in senso antiorario, rimanendo al largo della costa orientale dello Yucatán, durante il quale i suoi venti si rafforzarono fino a 185 km/h, raggiungendo la categoria 3 sulla scala Saffir-Simpson – la stima dell'intensità dell'uragano si basa su successive analisi delle registrazioni della pressione atmosferica e dei venti massimi sostenuti, provenienti da navi e stazioni terrestri.
Dalla tarda serata del 18 ottobre, mentre si dirigeva in direzione nord-nordest verso Cuba, l'uragano subì una rapida intensificazione: le rilevazioni provenienti dai barometri di bordo delle navi presenti nel raggio dei venti massimi riportavano valori tra i 922 e i 950 mbar, mentre una stazione a terra riportava una pressione atmosferica di 932 mbar. Sulla base di queste letture, la Hurricane Research Division, parte dell'agenzia statunitense NOAA, ha stimato che l'uragano raggiunse una pressione centrale minima di 910 mbar in avvicinamento alla costa occidentale di Cuba il 19 ottobre 1924; ciò ha suggerito venti di picco di circa 270 km/h. Nello stesso giorno l'uragano approdò nell'estremità occidentale di Cuba, nella provincia di Pinar del Río. José Carlos Millás, direttore dell'osservatorio nazionale all'Avana, affermò che "questo uragano fosse uno dei più intensi mai registrati a quelle latitudini".
Dopo essere superato Cuba ed entrato nel golfo del Messico, l'uragano si indebolì progressivamente. Il 20 ottobre passò poco a ovest rispetto a Key West, raggiungendo il giorno dopo Marco Island con venti di circa 140 km/h, approdando così in Florida. L'uragano continuò a perdere intensità mentre attraversava lo stato, venendo declassato a tempesta tropicale in prossimità di Miami. Entrata nell'oceano Atlantico, la tempesta accelerò in direzione est-nordest, raggiungendo le isole Abaco, nell'arcipelago delle Bahamas. Il 23 ottobre assunse lo stato di ciclone extratropicale e venne poi assorbito da un fronte freddo atlantico.

## Impatto
Mentre la tempesta si sviluppava, produsse venti intensi e un calo della pressione atmosferica sulle Swan Islands, al largo della costa dell'Honduras. Forti piogge interessarono la Giamaica, causando allagamenti stradali e diverse frane, ma un ridotto numero di danni, né interruzioni alle comunicazioni o ai trasporti. Nell'Honduras Britannico la tempesta portò circa 92 mm di pioggia e venti leggeri.
Nella parte occidentale di Cuba, i danni causati dei forti venti furono notevoli, tanto da essere paragonati all'impatto di un tornado. Gravi danni vennero segnalati nelle località di Los Arroyos e Arroyos de Mantua; in quest'ultima località circa una dozzina di persone morirono, una cinquantina rimasero ferite, quasi tutti gli edifici della città vennero gravemente danneggiati e si verificarono anche gravi perdite al raccolto di tabacco. Nella provincia occidentale di Pinar del Río l'uragano distrusse tutti i collegamenti per le comunicazioni. Nella capitale L'Avana vennero registrati venti da sud di 116 km/h e una pressione minima di circa 999 mbar. In tutta l'isola l'uragano fece capovolgere diverse navi, per lo più pescherecci. Il numero delle vittime nel paese venne stimato in 90. Nei giorni successivi alla tempesta, il presidente cubano Alfredo Zayas autorizzò circa 30000 $ in aiuti umanitari da inviare alle vittime dell'uragano a Pinar del Río.
Prima del suo arrivo sulla Florida, la circolazione esterna all'uragano produsse precipitazioni in tutto lo stato. Vennero emessi avvisi di tempesta lungo le coste occidentali e orientali verso nord fino a Cedar Key e Titusville, rispettivamente. Successivamente, per gran parte della stessa area, vennero emessi avvisi di uragano, e le scuole nell'area di Tampa per precauzione. L'uragano raggiunse la Florida, passando a ovest di Key West, dove furono segnalati venti sostenuti di 106 km/h, insieme a raffiche fino a 119 km/h. Nella regione si verificarono pochi danni, limitati ad alberi abbattuti, anche grazie all'allerta preventiva dell'US Weather Bureau, che consigliò alle navi di rimanere in porto e ai residenti di mettere in sicurezza le proprietà. In seguito, l'uragano si spostò sulla costa in una regione scarsamente popolata della Florida sud-occidentale, dove vennero segnalati danni a Fort Myers e Punta Gorda e le comunicazioni furono temporaneamente interrotte. Furono segnalate forti piogge lungo il percorso dell'uragano all'interno dello stato; una stazione a Miami registrò un accumulo di 309 mm di pioggia. Le forti raffiche di vento nella zona, unite all'intensa pioggia, danneggiarono il 5% del raccolto locale di agrumi e avocado. Le precipitazioni allagarono strade, case ed edifici commerciali nell'area di Miami e centinaia di persone rimasero senza accesso al telefono. Non venne segnalato alcun impatto nelle Bahamas.
Dopo una rianalisi degli uragani tra il 1921 e il 1925, parte di un progetto del National Hurricane Center, è stato determinato che questo uragano raggiunse venti massimi sostenuti di 270 km/h, rendendolo un uragano di categoria 5 sulla scala Saffir-Simpson, nonché il primo noto ad aver raggiunto questa intensità, superando l'uragano Okeechobee del 1928. Inoltre, è anche il primo uragano noto di categoria 5 ad essere approdato su Cuba, venendo seguito nel 2017 dall'uragano Irma.
Quando il piroscafo "Toledo" registrò una pressione atmosferica di 922 mbar durante l'uragano cubano del 1924, fu la pressione più bassa mai registrata nel corso di un uragano atlantico, battendo il precedente record di 924 mbar registrato durante un uragano del 1853. Questo record durò fino all'uragano cubano del 1932, quando fu registrata una pressione minima di 915 mbar. La lettura di 932 mbar a Los Arroyos a Mantua, nella provincia di Pinar del Río, rimane la pressione più bassa mai registrata sulla terraferma a Cuba.